# Caso Villa Montoro
El caso Villa Montoro o caso de los Enanitos Verdes fueron una serie de supuestos avistamientos en su mayoría por parte de niños y adolescentes, de unos presuntos seres humanoides de pequeña estatura relacionados con seres extraterrestres, en el barrio de Villa Montoro situado en las afueras de la ciudad de La Plata, capital de la provincia de Buenos Aires, que despertó la preocupación y el interés tanto de los ciudadanos como también de periodistas, de la policía local, ufólogos y parapsicólogos, durante fines del mes de noviembre y a lo largo del mes de diciembre de 1983.

## El lugar de los hechos
La mayoría de los presuntos avistamientos habrían tenido lugar dentro y en las inmediaciones de una casa abandonada situada en la calle 600 entre 2 y 3 del barrio de Villa Montoro, en las afueras del casco urbano de la ciudad de La Plata, aunque los testimonios no se circunscribieron solo a ese lugar y también se produjeron algunos de manera aislada a varias cuadras de allí durante el mismo tiempo.
La casa en cuestión había sido años antes una pulcra vivienda con su fachada pintada en color rojo, habitada por un hombre mayor y su sobrino. Sin que se pudieran establecer los motivos, los habitantes abandonaron la propiedad de un día para otro y con posterioridad los vecinos de la zona comenzaron a apropiarse del mobiliario y de todo lo que se encontraba no solo en su interior sino también de puertas y ventanas.
El barrio en la actualidad ha cambiado un tanto la fachada y la casa citada ha sido demolida acorde a lo que puede observarse en Google Maps.

## Crónica de los avistamientos
El primero de los testimonios se remonta al último de los saqueadores de la vivienda, el cual cuando huía con su escaso botín, tropezó y cayó al suelo, escuchando una siniestra risa proviniendo del interior de la casa. Se levantó y en esa oportunidad escuchó un inentendible  murmullo que lo asustó y huyó corriendo sin que pudiese ver el origen de esos sonidos. Nadie tomó seriamente sus comentarios pero la noticia se difundió por la zona.
El segundo de los testimonios provino de un obrero de origen paraguayo, de nombre Augusto Prado, quien paseaba a su perro por el barrio y al pasar por la casa, escuchó una serie de sonidos provenir de la misma, despertando la curiosidad del can que se adentró a la vivienda abandonada para luego salir corriendo y aullando seguido en la carrera por su dueño.
Hasta ese momento solo se hablaba de sonidos extraños como murmullos o risas sin que ninguno de los testigos hubiera visto el origen de dichos sonidos.
El primer testigo en afirmar haber visto a un ser de baja estatura dentro de la vivienda fue Diego Illy, un vecino que vivía a una cuadra del lugar y que en ese entonces tenía 7 años de edad. El 27 de noviembre de 1983 se había adentrado en la casa junto a un amigo cuando según su relato, avistaron a unos seres de baja estatura con rostros de anciano, largas uñas y piel verde, vestidos con ropas de igual color. Según su propio relato, su amigo se asustó y huyó pero él en cambio se quedó allí y logró interactuar con esos seres durante un rato hasta que de alguna manera ellos le comunicaron que tenían que irse. Diego regresaría días después a la casa pero no volvería a verlos.
El segundo testimonio ocular provino de Claudia Ortiz de Viguera, una vecina de 21 años que vivía frente al terreno en el que se produjeron los aparentes avistamientos. En la noche del día 27 de noviembre, había salido a la puerta de su vivienda a fumar y le sorprendieron unas risas similares a las de niños que venían del terreno frente a su casa, ya que era poco habitual que los niños jugasen en esa zona a altas horas de la noche.  Acorde a su relato, vio una figura fugaz de un aparente enanito salir de entre los matorrales.
El lunes 28 de noviembre, durante la tarde, un adolescente llamado Julio César Masei de entonces 14 años de edad, se encontraba cruzado el terreno frente a la casa abandonada, por donde pasaba un pequeño arroyo y un terraplén. Al tratar de cruzar el mismo, vislumbró detrás de un árbol de cina cina a un grupo de enanos de muy baja estatura vestidos con ropas de color vede, pero el color de su piel era igual a la de cualquier ser humano, que comenzaron a gritar y chillar de manera gutural mientras lo amenazaban con unas ramas. Julio César trató de cruzar el arroyo de un salto pero no lo logró y cayó dentro del mismo. Aún lleno de lodo logró alcanzar el otro extremo de la orilla viendo que el grupo de enanos se había quedado al otro lado del arroyo. Desde allí le arrojó a uno un ladrillo y este profirió varios gritos al ser golpeado en una pierna. Sus amigos no tomaron seriamente su experiencia y ya habiendo caído la noche, Julio César volvió al terreno con una linterna y acorde a sus dichos habría vuelto a encontrarse con alguno de esos pequeñajos que se hallaban bajo un árbol y si bien huyeron al verlo, Julio habría podido tocar a uno sin sentir nada extraño al tacto. 
Luego siguieron los testimonios de Guillermo Insaurralde de 11 años y Beatriz Pyñeiro de 8, ambos describiendo haberlos visto en las inmediaciones de la casa abandonada.
Ya en el mes de diciembre, con cercanía a las fiestas navideñas un grupo de niños también habrían avistado a estos seres de pequeña estatura en el descampado frente a la vivienda. Se dirigieron hacia la casa abandonada y escucharon murmullos provenir de su interior.

### Intervención policial y otras investigaciones
Efectivos de la comisaría 8.ª que estaban a cargo de esa jurisdicción, se acercaron a la zona en diversas oportunidades alertados por los vecinos, ya sea por presuntos avistamientos o por incidentes que se suscitaban en torno al fenómeno social que se estaba gestando en el barrio.
La policía jamás logró encontrar indicio alguno de lo que los testigos afirmaban a ver visto, aunque sí se habían hallado con personas preocupadas por el asunto, otras explorando con linternas la zona y diversas denuncias de vecinos que se quejaban de que algunos grupos de gentes arrojaban piedras contra las casas porque aseguraban que había vecinos que se encargaban de ocultar ellos mismos a los extraños seres en sus viviendas. También denunciaban otros hechos de inseguridad y disparos de armas de fuego durante la noche.
Por otro lado, los testimonios despertaron el interés del periodismo, que se encargó de investigar y principalmente de popularizar el tema de los llamados “enanitos verdes” manteniendo en vigencia al espectador ansioso por consumir nuevos informes o las aventuras investigativas del panelista de turno, durante varios días. 
También llegó a intervenir Luis Burgos, titular del Centro de Investigaciones de Fenómenos Astrales con cede en Ringuelet y  el Instituto de Investigaciones Cosmobiológicas cuya titular era en ese momento Marta Peyrou de Partini, que junto a un grupo de investigadores se instalaron en la casa de la calle 600 y montaron diversos aparatos de audio y video con la idea de poder grabar algún indicio que les permitiera corroborar el posible fenómeno que se suponía que estaba ocurriendo. Pero apenas los investigadores se habían dormido, algunos de los equipos les fueron robados y la investigación no prosperó. Un hecho similar ya se había dado con anterioridad con unos investigadores suecos.
En el caso también estuvo implicada una secta ovni, llamada "secta Lus" cuyo líder Roberto Olivera se hacía llamar "Divino Apolus" y que contaba con el apoyo de una brasilera de nombre Valentina de Andrade, que años más tarde fuese acusada por la justicia brasilera de haber perpetuado aberrantes mutilaciones en personas, con el pretexto de prepararlas para ocupar un asiento en una supuesta nave extraterrestre que los llevaría a un lugar idílico. La secta Lus se presentaba bajo el mote de Lineamiento Universal Superior y su líder solía ser mencionado como "Supremo Comandante de la Seguridad Universal" y pretendía tener poderes telepáticos con los cuales se contactaba con los mal llamados, según él, enanitos verdes, que eran en verdad habitantes de otra galaxia que habían caído en ese lugar por averías en su nave a cargo del "comandante Nuñuxts". 
Una versión similar aunque con diferentes nombres, daría unos días después el parapsicólogo platense Oscar Avendaño, que alegaba haber hecho contacto también de manera telepática con su líder, que en verdad se llamaba Clatú, el cual tenía un mensaje para el presidente recientemente electo Alfonsín.
El caso de los enanitos verdes llegó a tal nivel de difusión que además de ser un tema de conversación diario, tanto por parte de creyentes en el fenómeno como por escépticos, que pronto comenzó a ser usado como excusa para obtener alguna ventaja a nivel personal, al punto de que una maestra se ausentó de la escuela con licencia médica porque supuestamente habíasido atacado por uno de esos seres. También recurrió a una licencia un policía que se suponía que había sido testigo de un avistamiento y quedó emocionalmente sensible. También los dichos de un grupo de alumnos de una escuela de la zona alegaron haber visto enanitos verdes en lossanitarios y otros lugares dentro del establecimiento y las clases fueron suspendidas ese día.
Transcurrido el mes de diciembre de 1983 paulatinamente los medios se dejaron de interesar en el tema.

## Hipótesis
Las pruebas sobre la existencia de dichos seres se remitía solamente a los testimonios de la gente de la zona o a escasas fotografías de mala calidad o dudosa credibilidad como la tomada por un cerrajero con una cámara Kodak Pocket a un supuesto enano que se le habría atravesado en el camino o a las presuntas marcas que habría dejado uno de esos seres en el tronco de un árbol según el relato de otro testigo. Por otro lado si bien la totalidad de los testigos alegaban haberse encontrado con seres de baja estatura, el resto de las descripciones no tenían mayores coincidencias ya que mientras algunos parecían describir a un gnomo o elemental como es el caso de Diego Illy, otros daban una descripción más similar a la de enanos vestidos de verde. Es necesario mencionar que ese mismo año se habían estrenado a nivel mundial las películas de E.T. el extraterrestre y El regreso del jedi, coincidiendo algunas de las descripciones con extraterrestres mundialmente conocidos como el mismo ET o el maestro Yoda de Star Wars.

### Una invención infantil
Es de destacar que con la sola excepción de Claudia Ortiz de Vigera, el resto de los testigos eran niños y adolescentes que no siempre coincidían en las características de lo que supuestamente habían visto. En algunas ocasiones el testimonio de haber encontrado a estos seres en el interior de una escuela primaria resultó el pretexto oportuno para suspender las clases en el establecimiento.

### Un circo
En las cercanías del lugar de los posibles avistamientos se había instalado un circo que fue protagonista de algunas controversias, debido a que a uno de los payasos le fue robado un disfraz de vaca que usaban los ladrones para asustar a la gente del lugar, que sumidas en la histeria colectiva produjeron que un vecino efectuara algunos disparos contra el objeto resultando uno de los jóvenes ladrones heridos. En ese entonces era común ver en los circos a enanos trabajando, lo cual podría haber sido el origen de los testimonios de Claudia Ortiz de Vigera o Julio César Masei.

### Otro animal
Otras personas aludían haber visto a un diminuto ser con escamas y de color verde, como por ejemplo el testigo Guillermo Isaurralde, lo que hizo suponer a algunos medios que pudo tratarse de una confusión visual para con alguna lagartija o lagarto overo.

### Estrategia comercial
El caso Villa Montoro sirvió como trampolín para potenciar las ventas de productos, en especial muñecos, con la temática de Luciano el marciano, un personaje que había sido diseñado en ese mismo año y que hizo suponer incluso a fuentes policiales, que podía ser el origen de dichos avistamientos con fines puramente comerciales. Además de las figuras de Luciano el marciano que solían venderse en la zona, el caso atraía a infinitud de gente, además de investigadores, que solían pasar allí algunas horas fomentando ventas de productos alimenticios en los comercios de las cercanías.

## En la cultura popular
Villa Montoro es asociada fácilmente con el suceso de los enanitos verdes de 1983. 
La banda de rock rosarina llamada Enanitos Verdes debe su nombre a un hecho de similar envergadura sucedido en 1979 en el Puente del Inca de la provincia de Mendoza, donde una familia apellidada Nobiltá, que se había tomado una fotografía allí, tras el revelado vio en la imagen una serie de destellos que formaban una imagen pareidólica similar a la de un humanoide de pequeño tamaño.